# Mugil rubrioculus
Mugil rubrioculus är en fiskart som beskrevs av Harrison, Nirchio, Oliveira, Ron och Gaviria 2007. Mugil rubrioculus ingår i släktet Mugil och familjen multfiskar. Inga underarter finns listade i Catalogue of Life.